# Municipio de Silver Creek (Kansas)
El municipio de Silver Creek (en inglés: Silver Creek Township) es un municipio ubicado en el condado de Cowley en el estado estadounidense de Kansas. En el año 2010 tenía una población de 715 habitantes y una densidad poblacional de 7,65 personas por km².

## Geografía
El municipio de Silver Creek se encuentra ubicado en las coordenadas 37°20′17″N 96°46′47″O / 37.33806, -96.77972. Según la Oficina del Censo de los Estados Unidos, el municipio tiene una superficie total de 93.47 km², de la cual 93,26 km² corresponden a tierra firme y (0,23 %) 0,21 km² es agua.

## Demografía
Según el censo de 2010, había 715 personas residiendo en el municipio de Silver Creek. La densidad de población era de 7,65 hab./km². De los 715 habitantes, el municipio de Silver Creek estaba compuesto por el 97,2 % blancos, el 0,28 % eran afroamericanos, el 1,4 % eran amerindios y el 1,12 % eran de una mezcla de razas. Del total de la población el 2,8 % eran hispanos o latinos de cualquier raza.